# Raimondo da Capua
Raimondo da Capua, o delle Vigne (Capua, 1330 circa – Norimberga, 5 ottobre 1399), è stato un religioso italiano dell'Ordine dei frati predicatori, di cui fu anche Maestro Generale dal 1380 alla morte. Il culto come beato tributatogli ab immemorabili è stato confermato nel 1899 da papa Leone XIII.

## Biografia
Discendente da Pier della Vigna, studiò teologia e diritto a Bologna, dove entrò nell'Ordine dei Predicatori attorno al 1350: nel 1380 fu eletto maestro generale e ne propugnò una radicale riforma, sull'esempio del movimento dell'Osservanza francescana.
Fu confessore ed allo stesso tempo discepolo di santa Caterina da Siena, di cui redasse una biografia agiografica (Legenda maior, 1393) che contribuì notevolmente a diffonderne il culto.
Morì a Norimberga nel 1399: il suo corpo venne traslato a Napoli ed inumato nella chiesa di San Domenico Maggiore.
Oggetto di devozione sin dalla morte, il culto tributatogli venne confermato nel 1899: memoria liturgica il 5 ottobre.

## Opere
- Raimondo da Capua, Legenda maior sanctae Catharinae Senensis [ita], Improntata in Firençe, San Jacopo di Ripoli, 1477.

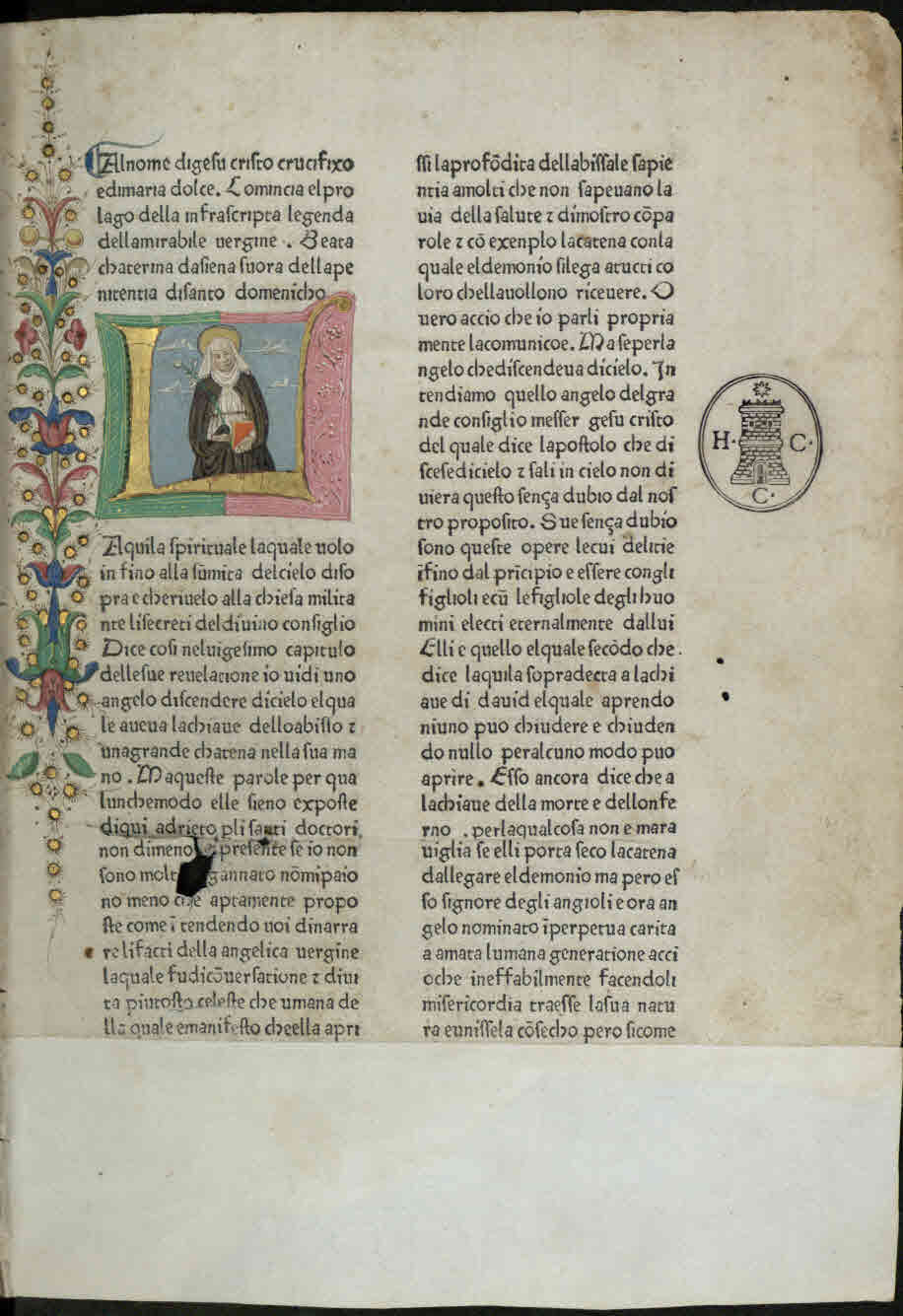
Legenda maior sanctae Catharinae Senensis, 1477

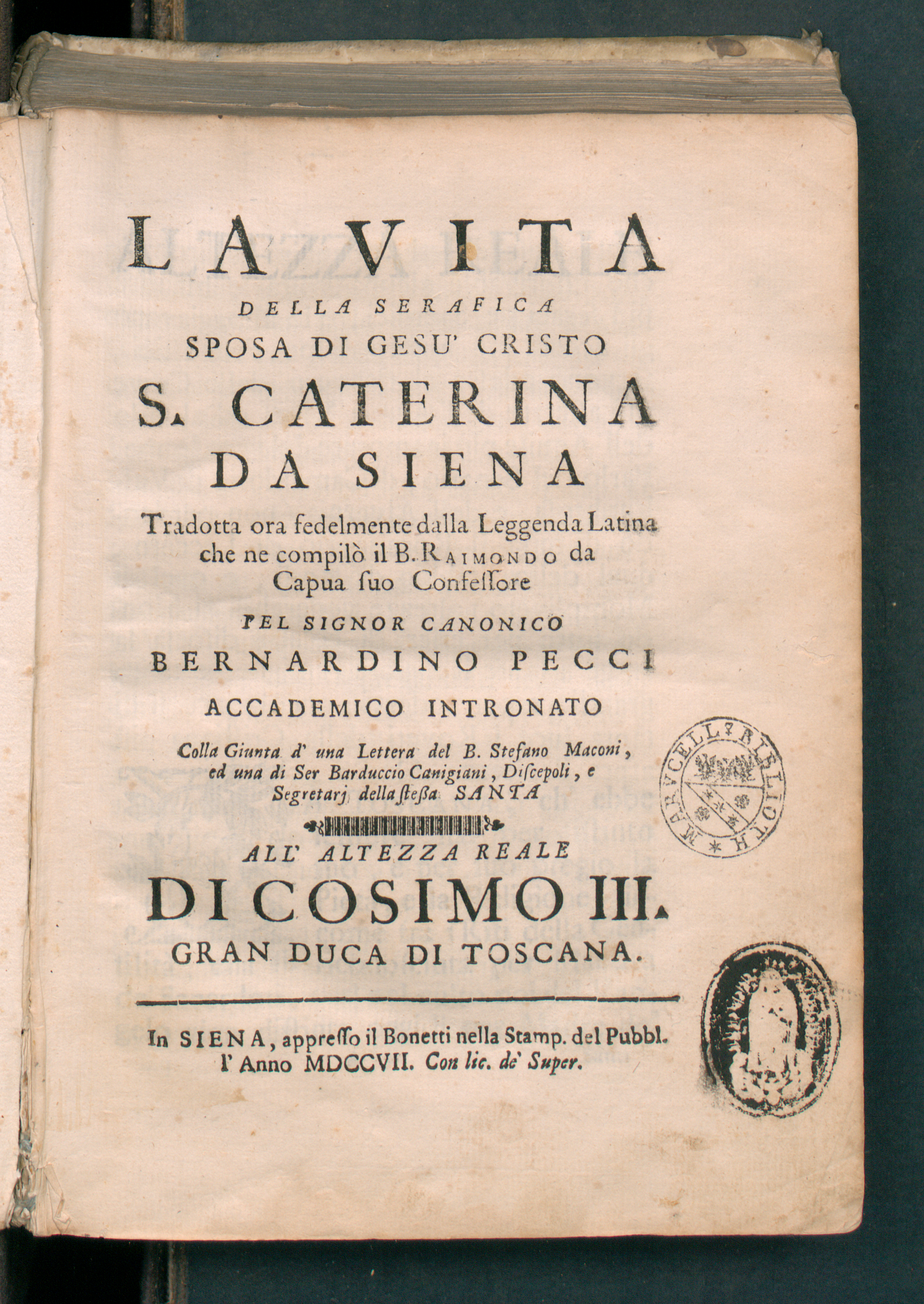
La vita di Santa Caterina da Siena (Legenda maior), 1707

- Raimondo da Capua, Legenda maior sanctae Catharinae Senensis [ita], Impressa a Milano, per Iohanne Antonio de Honate, 1489.

- Raimondo da Capua, Legenda maior sanctae Catharinae Senensis [ita], Milano, Giovanni Antonio d'Onate, 1490.
- Raimondo da Capua, La Vita della Serafica Sposa di Gesù Cristo S. Caterina da Siena. Tradotta ora fedelmente dalla Leggenda latina che ne compilò il B. Raimondo da Capua suo Confessore Pel Signor Canonico Bernardino Pecci Accademico Intronato Colla Giunta d'una Lettera del B. Stefano Maconi, ed una di Ser Barduccio Canigiani, Discepoli, e Segretari della steßa Santa. All'Altezza Reale di Cosimo III. Gran Duca di Toscana, Siena, appresso il Bonetti nella Stamp. del Pubbl., 1707.